# بياتريس فاز إي سيلفا
بياتريس فاز إي سيلفا (بالبرتغالية: Beatriz Vaz e Silva) (7 أكتوبر 1985 بالبرازيل - ) هي لاعبة كرة قدم برازيلية في مركز الوسط. شاركت مع منتخب البرازيل لكرة القدم للسيدات. أما مع النوادي، فقد لعبت مع بوسطن بريكرز ونادي فلامنغو ونادي فيروفياريا وSantos FC (women) ‏ وAssociação Ferroviária de Esportes (women) ‏ وFoz Cataratas Futebol Clube ‏.

## وصلات خارجية
- بياتريس فاز إي سيلفا على موقع قاعدة بيانات كرة القدم.إي يو (الإنجليزية)
- بياتريس فاز إي سيلفا على موقع Soccerway.com (الإنجليزية)